# Identity Kills
Identity Kills ist ein deutscher Spielfilm des Regisseurs Sören Voigt und beruht auf einer wahren Begebenheiten. Die Erstaufführung fand während der Berlinale 2003 in der Sektion Forum statt. Das Psychodrama startete am 11. März 2004 im Kino.

## Handlung
Karen kommt nach einem mehrtägigen Aufenthalt in der Psychiatrie zurück in ihr Zuhause, ein anonymes Hochhausapartment in der Leipziger Straße. Ihrem Freund Ben hat sie nichts von ihren Problemen erzählt, deshalb glaubt er, sie sei in den letzten Tagen mit jemand anderem zusammen gewesen. In der Zwischenzeit hat er seine Ex-Freundin Sara in der gemeinsamen Wohnung einquartiert. Der Gipfel ist erreicht, als Ben in Karens Wohnung Saras Geburtstagsparty organisiert. Angesichts der betrunken grölenden Gäste packt Karen Blumen und Geschenke in eine Mülltüte und fordert, dass die Leute gehen. Ben schreit Karen vor den Gästen an und schiebt sie kurzerhand in die Küche ab. Karen beschließt, ihr Leben selbst in die Hand zu nehmen.
Sie beginnt in einer Besteckfabrik zu arbeiten, wo sie sich mit der Kollegin Susanne anfreundet. Karen unternimmt Ausflüge in das wahre Leben, zum Friseur, ins Café. Eines Tages wird sie von dem Hotelmanager Sanchez mit einer Bewerberin für eine Stelle in einem Hotel in der Karibik verwechselt. Zielstrebig überrumpelt er Karen mit einem Einstellungsgespräch. Karen wird plötzlich lebhaft. Sie spielt mit, ohne die Verwechslung aufzuklären – solange bis Sanchez das Gespräch auf Spanisch fortsetzt. Karen hat das Missverständnis bisher gefallen, aber jetzt kommt sie ins Stottern. Sie verrät sich und Sanchez schimpft noch auf sie ein, bevor er geht und ihr die Zeitung mit dem Stellengesuch, welches er für Karens gehalten hatte, auf den Tisch schmeißt. Im selben Moment erscheint Fanny Volant, die tatsächliche Bewerberin und sieht sich suchend um. Karen hat eine Idee. Als „Mitarbeiterin von Herrn Sanchez“ ruft sie Fanny an und verabredet sich mit ihr zu einem späteren Termin.
Karen vergisst dieses Erlebnis fast völlig, da Ben sich überraschenderweise wieder um sie bemüht. Er ist zärtlich und einfühlsam. Er scheint einen wirklichen Neuanfang zu versuchen. Karen gibt nach – und sie ist glücklich. Die beiden heiraten. Sie kaufen sich gemeinsam einen Sportwagen, den Karen allein bezahlt. Endlich angekommen im „normalen Leben“ versucht Karen alles richtig zu machen, aber schnell ist alles wieder beim alten. Ben lässt sie tagelang allein, kommt dann aggressiv und betrunken nach Hause. Dann bereut er wieder alles. Diesmal will sie ihn aus der Wohnung werfen, gibt später aber doch wieder nach. Karen versucht zu entkommen. Sie braucht eigenes Geld und verkauft Besteckkoffer, die sie auf ihrer Arbeit gestohlen hat. Das so angehäufte Geld versteckt sie in der Wohnung. Aber schon bald hat Ben es aufgespürt und für sich verbraucht.
Karen läuft weg und kommt bei ihrer Arbeitskollegin unter. Sie stiehlt sich ein neues Outfit zusammen, schlüpft erneut in die Rolle der „Mitarbeiterin von Sanchez“ und nimmt Kontakt mit Fanny Volant auf. Indem Karen ihr den Traumjob in der Karibik anbietet, schleicht sie sich in deren Vertrauen. Arglos lädt Fanny die „Vertretung von Herrn Sanchez“ zu sich nach Hause ein, bevor sie ihre große Reise antritt und Fanny am Ende von der Hochstaplerin zur Mörderin wird.

## Hintergrund
„Identity kills“ wurde im Sommer 2001 und im Herbst 2002 in Berlin gedreht. Das Drehbuch entstand erst während der des Drehens und später noch einmal neu beim Schnitt. Es gab nur eine grobe Handlungsvorgabe, damit die Schauspieler und Laiendarsteller besser improvisieren konnten und die Situation in unverfälschter Weise eingefangen werden konnten. Zudem sollten die Schauspieler Dialoge nicht auswendig lernen, sondern selbst interpretieren.

## Kritiken
Der deutsche Filmdienst wertete: „Der anekdotisch strukturierte Film beschreibt präzise Einsamkeit, Kommunikationsverlust und Aggressivität und stellt durch die makabre Metamorphose seiner Heldin nachhaltig den Begriff der Normalität in Frage. Das höchst ökonomisch erzählte Drama entfaltet durch kleine Gesten und Verhaltensmuster die ganze Bandbreite von Emotionen.“
kino.de urteilte: „Mit elliptischer Erzählweise und pessimistischen Schwarzblenden liefert Voigt eine treffende Umsetzung des langsamen Verfalls des Lebens seiner Protagonistin und erweist sich als großes stilistisches Talent.“
Frank Brenner schrieb bei schnitt.de: „Wir sehen Momentaufnahmen aus dem Leben der jungen Karen, die von ihrem skrupellosen Freund ausgebeutet wird und beginnt, sich in Tagträume eines Urlaubs in der Dominikanischen Republik zu flüchten.“ „Zusammen mit einer Kameraführung, welche die alltäglichen Episoden der Figuren aus nächster Nähe einfängt und in ihrer Beiläufigkeit ebenfalls einen hohen Authentizitätswert ausstrahlt, addieren sich die Ansätze und Ideen Sören Voigts zu einem beängstigenden, unheimlichen Psychothriller, der keiner Stars, sondern lediglich Kinozuschauer bedarf!“

## Auszeichnungen
- International Contemporary Film Festival Mexico City 2004: Beste Schauspielerin Brigitte Hobmeier
- Internationalen Filmfestival Anonimul, Rumänien: Beste Schauspielerin Brigitte Hobmeier
- Viennale 2003: nominiert für den FIPRESCI-Preis der internationalen Filmkritik

## Festivalteilnahmen (Auswahl)
- 53. Internationale Filmfestspiele Berlin 2003. Forum des Jungen Films;
- 25. Internationales Filmfestival Moskau 2003, G.U.S.;
- 38. Internationales Filmfestival Karlovy Vary 2003 Another View;
- 9. Sarajevo Film Festival 2003-New Currents;
- 28. Toronto International Film Festival 2003-Contemporary World Cinema;
- Calgary International Film Festival 2003;
- b-film+digital vision festival Berlin 2003;
- 19. Internationales Filmfestival Warschau 2003;
- Days of German Cinema, Krakau 2003;
- Viennale 2003;
- 15. Filmforum Schleswig-Holstein;
- Nordische Filmtage 2003;
- 11. Raindance Festival London 2003;
- 14. Ljubljana International Film Festival-Perspektiven;
- 13. Internationales Filmfestival Oslo;
- 43. Thessaloniki/Zypern International Filmfestival 2003-New Horizons;
- 52. Internationales Filmfestival Mannheim-Heidelberg,–neue Deutsche Filme;
- X. Festival de Cinema Independent Barcelona. l’Alternativa 2003;
- International Contemporary Film Festival Mexico City 2004;
- Internationales Film Festival Sofia 2004;
- Internationalen Filmfestival Anonimul 2005.